# Allograpta phaeoptera
Allograpta phaeoptera är en tvåvingeart som först beskrevs av Mario Bezzi 1920.  Allograpta phaeoptera ingår i släktet Allograpta och familjen blomflugor.
Artens utbredningsområde är Tanzania. Inga underarter finns listade i Catalogue of Life.